# Liste des châteaux du Val-d'Oise
Cet article recense de manière non exhaustive les châteaux (de défense ou d'agrément), maisons fortes, mottes castrales, situés dans le département français du Val-d'Oise. Il est fait état des inscriptions et classements au titre des monuments historiques.

## Liste
| Icône            | Signification    | Abréviations             | Abréviations                  | Abréviations             | Abréviations           |
| ---------------- | ---------------- | ------------------------ | ----------------------------- | ------------------------ | ---------------------- |
| Château fort     | Château fort     | = Bastide                | = Ferme fortifiée             | = Maison forte           | = (Néo-)Palladianisme  |
| Renaissance      | Renaissance      | = Château gascon         | = Folie (montpelliéraine)     | = Manoir, Gentilhommière | = Résidence épiscopale |
| Domaine viticole | Domaine viticole | = Classicisme, classique | = Forteresse, fort(ification) | = Maison (noble)         | = Style Beaux-Arts     |
| Palais           | Palais           | = Commanderie            | = Gothique (flamboyant)       | = Néo-baroque            | = Style Second Empire  |
| Ruine ou disparu | Ruine, disparu   | = Château pinardier      | = Hôtel particulier           | = Néo-classique          | = Style italianisant   |
|                  |                  | = Demeure seigneuriale   | ... = Style Louis XII...XVI   | = Néo-gothique           | = Style troubadour     |
|                  |                  | = Éclectisme             | = Logis (seigneurial)         | = Néo-Renaissance        | = Villa (de Nice)      |
| Baroque, rococo  | Baroque, rococo  | = Édifice religieux      | = Motte castrale/féodale      | = Pavillon de chasse     | = Styles du XXe siècle |

| Type                                                                                 | Château                                            | Commune                      | Protection | Notes                                                   | Coordonnées                 | Illustration |
| ------------------------------------------------------------------------------------ | -------------------------------------------------- | ---------------------------- | --- | ------------------------------------------------------- | --------------------------- | ------------ |
|                                                                                      | Château d'Aincourt                                 | Aincourt                     | | XIXe siècle                                             | 49° 04′ 18″ N, 1° 46′ 38″ E |              |
| Château fort · Renaissance · Classicisme, classique                                  | Château d'Ambleville                               | Ambleville                   | Inscrit MH (1926, 2006) · Classé MH (1945) · Notice no PA00079974 · Notice no IA95000011 · Jardin remarquable    | XVIe et XVIIe siècles, XVIIIe et XXe siècles, visitable | 49° 09′ 02″ N, 1° 41′ 47″ E |              |
| Classicisme, classique                                                               | Château d'Arnouville                               | Arnouville                   | Inscrit MH (2000) · Notice no PA95000006                                                                         | XVIIIe siècle                                           | 48° 58′ 47″ N, 2° 25′ 07″ E |              |
| Château fort                                                                         | Château d'Arthies                                  | Arthies                      | Inscrit MH (1948) · Notice no PA00079985                                                                         | vers 1430                                               | 49° 05′ 36″ N, 1° 47′ 30″ E |              |
|                                                                                      | Château-Neuf d'Asnières                            | Asnières-sur-Oise            | | vers 1830                                               | 49° 07′ 58″ N, 2° 21′ 10″ E |              |
| Classicisme, classique · Style Louis XIII                                            | Château d'Auvers                                   | Auvers-sur-Oise              | Inscrit MH (1997) · Notice no PA00079992 · Notice no IA00122290 · Notice no IA95000045                           | 1635, visitable                                         | 49° 04′ 19″ N, 2° 09′ 58″ E |              |
|                                                                                      | Château de Baillon                                 | Asnières-sur-Oise            | | XVIIe siècle                                            | 49° 08′ 55″ N, 2° 24′ 20″ E |              |
| Classicisme, classique                                                               | Château de Balincourt                              | Menouville                   | Inscrit MH (1989) · Notice no PA00079983                                                                         | XVIIIe siècle                                           | 49° 09′ 28″ N, 2° 06′ 41″ E |              |
|                                                                                      | Château Claude-de-Beauharnais                      | Groslay                      | | XVIIIe siècle                                           |                             |              |
| Château fort · Ruine ou disparu                                                      | Château de Beaumont-sur-Oise                       | Beaumont-sur-Oise            | Classé MH (1999) · Notice no PA00079998                                                                          | Xe et XIIe siècles                                      | 49° 08′ 38″ N, 2° 17′ 11″ E |              |
|                                                                                      | Château de Bellevue                                | Presles                      | | XIXe siècle                                             |                             |              |
| Renaissance · Néo-classique                                                          | Château de Belmont                                 | Andilly                      | | XVIe et XIXe siècles                                    | 49° 00′ 22″ N, 2° 18′ 13″ E |              |
|                                                                                      | Château des Boves                                  | Magny-en-Vexin               | | début XIXe siècle                                       |                             |              |
|                                                                                      | Château de la Bûcherie                             | Saint-Cyr-en-Arthies         | | XVIIe siècle                                            |                             |              |
|                                                                                      | Château de Busagny                                 | Osny                         | | XVIIe siècle, Collège Saint-Stanislas                   |                             |              |
| Renaissance · Ruine ou disparu                                                       | Château du Cabin                                   | Guiry-en-Vexin               | Inscrit MH (1950) · Notice no PA00080083                                                                         | XVIe siècle                                             | 49° 06′ 16″ N, 1° 51′ 31″ E |              |
|                                                                                      | Château Cadet-de-Vaux                              | Franconville                 | | XVIIIe siècle                                           |                             |              |
| Classicisme, classique · Ruine ou disparu                                            | Château des Caramans                               | Roissy-en-France             | Inscrit MH (1925) · Notice no PA00080185 · Notice no IA95000175                                                  | XVe et XVIIe siècles, XVIIIe et XIXe siècles            | 49° 00′ 20″ N, 2° 31′ 14″ E |              |
|                                                                                      | Château des Carneaux                               | Vémars                       | | 1846                                                    |                             |              |
| Classicisme, classique                                                               | Château Catinat                                    | Saint-Gratien                | Inscrit MH (1965) · Notice no PA00080196                                                                         | 1610                                                    | 48° 58′ 11″ N, 2° 17′ 07″ E |              |
| Style troubadour                                                                     | Château des Cèdres                                 | Eaubonne                     | | XIXe siècle, Centre Hospitalier Intercommunal           | 48° 59′ 34″ N, 2° 17′ 08″ E |              |
| Classicisme, classique                                                               | Château de Champlâtreux                            | Épinay-Champlâtreux          | Classé MH (1989) · Notice no PA00080055 · Notice no IA95000016                                                   | 1751, parc ouvert périodiquement                        | 49° 05′ 09″ N, 2° 24′ 40″ E |              |
|                                                                                      | Château de La Chapelle                             | Labbeville                   | | XIXe siècle                                             |                             |              |
| Château fort · Néo-gothique                                                          | Château de la Chasse                               | Saint-Prix                   | Inscrit MH (1933) · Notice no PA00080202                                                                         | XIIIe et XVe siècles, XVIIIe siècle                     | 49° 01′ 48″ N, 2° 17′ 34″ E |              |
| Néo-classique                                                                        | Château de Châtenay-en-France                      | Châtenay-en-France           | Notice no IA95000015                                                                                             | 1880                                                    | 49° 04′ 04″ N, 2° 27′ 23″ E |              |
|                                                                                      | Château de la Chaumette                            | Saint-Leu-la-Forêt           | | XIXe siècle                                             |                             |              |
| Style Louis XV                                                                       | Château de la Chesnaye                             | Eaubonne                     | Classé MH (1979) · Notice no PA00080042                                                                          | 1766                                                    | 48° 59′ 42″ N, 2° 16′ 38″ E |              |
| Classicisme, classique · Ruine ou disparu                                            | Château de la Chevrette                            | Deuil-la-Barre               | | XVIIe et XVIIIe siècles                                 | 48° 58′ 05″ N, 2° 19′ 17″ E |              |
| Style Louis XV                                                                       | Château du Clos-de-l'Olive                         | Eaubonne                     | | 1767, conservatoire de musique                          | 48° 59′ 37″ N, 2° 16′ 37″ E |              |
|                                                                                      | La Cômerie                                         | Asnières-sur-Oise            | | XVIIe siècle                                            |                             |              |
| Style Louis XIII                                                                     | Château du Conti                                   | L'Isle-Adam                  | Notice no M0435001075                                                                                            | vers 1850                                               | 49° 06′ 51″ N, 2° 12′ 39″ E |              |
| Style Louis XV                                                                       | Château de la Cour de Charles (Pavillons de garde) | Eaubonne                     | Inscrit MH (1942) · Notice no PA00080044                                                                         | XVIIIe siècle                                           | 48° 59′ 27″ N, 2° 16′ 34″ E |              |
| Néo-classique                                                                        | Château de Courcelles                              | Presles                      | Notice no IA95000003                                                                                             | 1709                                                    | 49° 06′ 35″ N, 2° 17′ 38″ E |              |
|                                                                                      | Château Le Couvent                                 | Chaussy                      | | 1524, Golf                                              |                             |              |
| Néo-Renaissance                                                                      | Château de Dampont (Château du Héron)              | Us                           | Inscrit MH (2002) · Notice no PA95000009 · Notice no IA95000004                                                  | 1870                                                    | 49° 06′ 36″ N, 1° 58′ 21″ E |              |
|                                                                                      | Château de Davillier                               | Margency                     | | 1870                                                    |                             |              |
|                                                                                      | Château du duc de Dino                             | Montmorency                  | | 1879                                                    |                             |              |
|                                                                                      | Petit château Ducamp                               | Parmain                      | | 1828, mairie                                            |                             |              |
| Néo-classique                                                                        | Petit château d'Eaubonne                           | Eaubonne                     | Inscrit MH (1942) · Classé MH (1967) · Notice no PA00080041                                                      | 1776                                                    | 48° 59′ 27″ N, 2° 16′ 28″ E |              |
|                                                                                      | Château Écossais                                   | Enghien-les-Bains            | | 1845                                                    |                             |              |
| Renaissance                                                                          | Château d'Écouen                                   | Écouen                       | Classé MH (2007) · Notice no PA00080045                                                                          | XVIe siècle, musée de la Renaissance                    | 49° 01′ 03″ N, 2° 22′ 42″ E |              |
|                                                                                      | Château Empain                                     | Bouffémont                   | | 1860, hôtel                                             |                             |              |
|                                                                                      | Château d'Ennery                                   | Ennery                       | Classé MH (1942) · Notice no PA00080048 · Notice no IA00122307                                                   | fin XVIIe siècle                                        |                             |              |
|                                                                                      | Château de la Faisanderie (Château Thoureau)       | L'Isle-Adam                  | | XIXe siècle                                             |                             |              |
|                                                                                      | Château de Franconville                            | Saint-Martin-du-Tertre       | Inscrit MH (1987) · Notice no PA00080197                                                                         | 1876, hôpital et séminaire                              | 49° 06′ 23″ N, 2° 20′ 04″ E |              |
|                                                                                      | Château Frappart                                   | Gonesse                      | | fin XIXe siècle, mairie                                 |                             |              |
|                                                                                      | Château de Gadancourt                              | Avernes                      | Classé MH (1948) · Inscrit MH (1948) · Notice no PA00080062 · Notice no IA95000017                               | 1768                                                    | 49° 05′ 48″ N, 1° 51′ 30″ E |              |
|                                                                                      | Château de Garges                                  | Garges-lès-Gonesse           | Inscrit MH (1944) · Notice no PA00080065                                                                         | 1775, ou château Blondel                                |                             |              |
| Style Louis XV                                                                       | Château Goguel (Hôtel de Mézières)                 | Eaubonne                     | Classé MH (1976) · Notice no PA00080043                                                                          | 1766, 1767                                              | 48° 59′ 29″ N, 2° 16′ 35″ E |              |
|                                                                                      | Château du Grand-Bury                              | Margency                     | | XIXe siècle                                             | 49° 00′ 09″ N, 2° 17′ 00″ E |              |
|                                                                                      | Château de Grouchy                                 | Osny                         | Inscrit MH (1990) · Notice no PA00080154 · Notice no IA95000005                                                  | fin XVIIIe siècle, mairie et musée, visitable           | 49° 03′ 58″ N, 2° 03′ 41″ E |              |
|                                                                                      | Château de Gueptant                                | Saint-Gervais                | | XVIIIe siècle                                           |                             |              |
|                                                                                      | Château de Guiry                                   | Guiry-en-Vexin               | Inscrit MH (1942, Parc) · Classé MH (1944, 2001) · Notice no PA00080082 · Notice no IA95000031                   | 1665                                                    | 49° 06′ 29″ N, 1° 51′ 03″ E |              |
|                                                                                      | Château du Haut-Tertre                             | Taverny                      | | XXe siècle                                              |                             |              |
| Manoir, gentilhommière                                                               | Château de Hazeville                               | Wy-dit-Joli-Village          | Inscrit MH (1981) · Notice no PA00080242                                                                         | 1560                                                    |                             |              |
|                                                                                      | Château du Héloy                                   | Saint-Clair-sur-Epte         | | XVIIe siècle                                            |                             |              |
|                                                                                      | Château d'Hérivaux                                 | Luzarches                    | | XVIIIe siècle, sur les terres de l’ancienne abbaye      |                             |              |
|                                                                                      | Château d'Hérouville                               | Hérouville                   | | 1740                                                    | 49° 06′ 06″ N, 2° 07′ 59″ E |              |
| Motte castrale ou féodale · Château fort · Classicisme, classique · Ruine ou disparu | Château l'Île du Prieuré                           | L'Isle-Adam (Île du Prieuré) | |                                                         | 49° 06′ 39″ N, 2° 12′ 36″ E |              |
|                                                                                      | Château de Labbeville                              | Labbeville                   | Inscrit MH (1981) · Notice no PA00080100 · Notice no IA00122349                                                  | XVIIe siècle                                            |                             |              |
|                                                                                      | Château Léon                                       | Enghien-les-Bains            | | vers 1845, Lycée                                        |                             |              |
|                                                                                      | Château du Luat                                    | Piscop                       | | XIXe siècle                                             |                             |              |
|                                                                                      | Château de Maffliers                               | Maffliers                    | | XVIe siècle, hôtel                                      | 49° 04′ 29″ N, 2° 18′ 09″ E |              |
|                                                                                      | Château de Magnitot                                | Saint-Gervais                | Inscrit MH (1977) · Notice no PA00080194 · Notice no IA95000028                                                  | 1780                                                    |                             |              |
|                                                                                      | Château du Marais                                  | Argenteuil                   | Inscrit MH (1931) · Notice no PA00079979                                                                         | XVIIIe siècle                                           | 48° 56′ 08″ N, 2° 13′ 41″ E |              |
|                                                                                      | Château de Marcouville (d)                         | Pontoise                     | | XVIIe siècle                                            |                             |              |
|                                                                                      | Château de Marines (de la Croix-Rouge)             | Marines                      | Inscrit MH (1984) · Notice no PA00080118 · Notice no IA95000019                                                  | XVIe siècle                                             | 49° 08′ 35″ N, 1° 58′ 48″ E |              |
|                                                                                      | Château de Maudétour                               | Maudétour-en-Vexin           | Inscrit MH (1947) · Notice no PA00080121 · Notice no IA95000020                                                  | XVIIIe siècle, visitable                                | 49° 05′ 56″ N, 1° 46′ 35″ E |              |
|                                                                                      | Château de Maussion                                | Frémainville                 | | XVIIe siècle                                            |                             |              |
|                                                                                      | Château Maynard                                    | Bellefontaine                | | fin XVIIe siècle                                        |                             |              |
|                                                                                      | Château de Menucourt                               | Menucourt                    | | 2010                                                    |                             |              |
|                                                                                      | Château de Méry-sur-Oise                           | Méry-sur-Oise                | Inscrit MH (1937) · Notice no PA00080124 · Notice no IA95000033                                                  | fin XVIe siècle, visitable                              |                             |              |
|                                                                                      | Château de Montgeroult                             | Montgeroult                  | Classé MH (1996) · Notice no PA00080127                                                                          | XVIIe siècle                                            |                             |              |
|                                                                                      | Château de Montmorency                             | Montmorency                  | | XVIIIe siècle, détruit                                  | 48° 58′ 54″ N, 2° 19′ 08″ E |              |
|                                                                                      | Château de la Motte (Château Bouchard)             | Vémars                       | | XVIIIe siècle, mairie                                   |                             |              |
|                                                                                      | Château de Nerville                                | Nerville-la-Forêt            | | XVIIIe siècle                                           |                             |              |
|                                                                                      | Château de Neuilly-en-Vexin                        | Neuilly-en-Vexin             | | XVIIe siècle                                            |                             |              |
|                                                                                      | Château de Neuville                                | Neuville-sur-Oise            | Inscrit MH (1952) · Notice no PA00080143                                                                         | 1640                                                    |                             |              |
|                                                                                      | Château de Nointel                                 | Nointel                      | Inscrit MH (1997) · Notice no PA00080144 · Notice no IA95000006                                                  | XVIIe siècle                                            | 49° 07′ 48″ N, 2° 17′ 29″ E |              |
|                                                                                      | Château Olry                                       | Saint-Leu-la-Forêt           | | XVIIIe siècle, mairie                                   |                             |              |
| Manoir, gentilhommière                                                               | Manoir d'Omerville                                 | Omerville                    | | XVIe siècle                                             |                             |              |
|                                                                                      | Château d'Orgivaux                                 | Valmondois                   | | XVIIIe siècle                                           |                             |              |
|                                                                                      | Château du Petit-Bury                              | Margency                     | | 1910                                                    |                             |              |
| Néo-classique                                                                        | Château Philipson                                  | Eaubonne                     | | 1846, Retraités d'Eaubonne (Association)                | 48° 59′ 29″ N, 2° 16′ 59″ E |              |
|                                                                                      | Château du Pré-David                               | Nerville-la-Forêt            | | XVIIe siècle                                            |                             |              |
|                                                                                      | Château du Prieuré                                 | Domont                       | | 1870, mairie                                            |                             |              |
|                                                                                      | Château de la princesse Mathilde                   | Saint-Gratien                | | 1806                                                    |                             |              |
|                                                                                      | Château de la Reine Blanche                        | Asnières-sur-Oise            | | XIIIe siècle                                            | 49° 07′ 53″ N, 2° 21′ 09″ E |              |
|                                                                                      | Château Rey de Foresta                             | Montmorency                  | | XVIIIe siècle, mairie                                   |                             |              |
|                                                                                      | Château de La Roche-Guyon                          | La Roche-Guyon               | Classé MH (1862, 1943) · Notice no PA00080181 · Notice no IA95000024 · Jardin remarquable · Notice no JAR0000235 | 1190, visitable                                         | 49° 04′ 52″ N, 1° 37′ 41″ E |              |
|                                                                                      | Château de Rocquemont                              | Luzarches                    | | 1790                                                    |                             |              |
|                                                                                      | Château Royal de Pontoise                          | Pontoise                     | Inscrit MH (1954) · Notice no PA00080173                                                                         | Xe siècle, reste les remparts                           |                             |              |
| Palais · Édifice religieux                                                           | Palais abbatial de Royaumont                       | Asnières-sur-Oise            | Classé MH (1927, 1948, 1948) · Notice no PA00079987 · Notice no IA95000026                                       | 1784                                                    | 49° 08′ 51″ N, 2° 22′ 51″ E |              |
|                                                                                      | Château de Rueil                                   | Seraincourt                  | | XIXe siècle                                             |                             |              |
| Ruine ou disparu                                                                     | Château fort de Saint-Clair                        | Saint-Clair-sur-Epte         | | XIe siècle                                              |                             |              |
|                                                                                      | Château du Saint-Côme                              | Luzarches                    | Inscrit MH (1940) · Notice no PA00080110                                                                         | XIIe siècle, et du prieuré, vestiges                    |                             |              |
|                                                                                      | Château de Saint-Cyran                             | Frouville                    | | XIXe siècle                                             |                             |              |
|                                                                                      | Château de Saint-Leu                               | Saint-Leu-la-Forêt           | | 1693, Démoli en 1837                                    | 49° 01′ 11″ N, 2° 14′ 57″ E |              |
|                                                                                      | Château de Saint-Martin                            | Pontoise                     | | XVIIe siècle                                            |                             |              |
|                                                                                      | Château de Saint-Thaurin                           | Luzarches                    | | début XXe siècle                                        |                             |              |
| Palais                                                                               | Palais scolaire                                    | Bouffémont                   | | 1930                                                    |                             |              |
|                                                                                      | Château de Stors                                   | L'Isle-Adam                  | Inscrit MH (2001) · Notice no PA95000008                                                                         | XVIIIe siècle, visitable                                | 49° 05′ 23″ N, 2° 12′ 33″ E |              |
|                                                                                      | Hôtel Tavet-Delacourt                              | Pontoise                     | | XVe siècle                                              |                             |              |
|                                                                                      | Château de la Terrasse                             | Saint-Prix                   | | XVIIIe siècle                                           |                             |              |
|                                                                                      | Château de Théméricourt                            | Théméricourt                 | | fin XVe siècle, musée du Vexin français                 |                             |              |
|                                                                                      | Château Thibault-de-Soisy                          | Deuil-la-Barre               | | XVIIe siècle                                            |                             |              |
|                                                                                      | Château de Touteville                              | Asnières-sur-Oise            | Inscrit MH (1990) · Classé MH (1992) · Notice no PA00080243 · Notice no IA95000032                               | XIIIe siècle                                            | 49° 07′ 52″ N, 2° 21′ 28″ E |              |
|                                                                                      | Château de la Tuyolle                              | Taverny                      | | 1860                                                    |                             |              |
|                                                                                      | Château de Vaucelles                               | Taverny                      | | début XIXe siècle                                       |                             |              |
|                                                                                      | Château de Viarmes                                 | Viarmes                      | Inscrit MH (1926) · Notice no PA00080227                                                                         | 1758, mairie                                            | 49° 07′ 33″ N, 2° 22′ 08″ E |              |
|                                                                                      | Château de Vigny                                   | Vigny                        | Inscrit MH (1984) · Notice no PA00080229 · Notice no IA95000029                                                  | 1504                                                    | 49° 04′ 36″ N, 1° 55′ 34″ E |              |
|                                                                                      | Château de Villette                                | Condécourt                   | Inscrit MH (1939) · Classé MH (1942) · Notice no PA00080031 · Notice no IA95000009                               | 1663                                                    | 49° 01′ 55″ N, 1° 56′ 22″ E |              |
| Manoir, gentilhommière                                                               | Château de Villarceaux                             | Chaussy                      | Classé MH (1941) · Notice no PA00080022 · Notice no IA95000007                                                   | XVIe siècle, visitable                                  | 49° 07′ 07″ N, 1° 42′ 33″ E |              |
|                                                                                      | Château de Villers-en-Arthies                      | Villers-en-Arthies           | Inscrit MH (1945, 1999) · Notice no PA00080232 · Notice no IA95000030                                            | XVIIe siècle                                            | 49° 05′ 33″ N, 1° 43′ 24″ E |              |